# Vulsor occidentalis
Vulsor occidentalis är en spindelart som beskrevs av Cândido Firmino de Mello-Leitão 1922. 
Vulsor occidentalis ingår i släktet Vulsor och familjen Ctenidae. Inga underarter finns listade i Catalogue of Life.